# Valentina e Zinaida Brumberg
Valentina Semënovna Brumberg (in russo Валентина Семёновна Брумберг?; Mosca, 2 agosto 1899 – 28 giugno 1975) e Zinaida Semënovna Brumberg (in russo Зинаида Семёновна Брумберг?; Mosca, 2 agosto 1900 – 9 febbraio 1983), più comunemente conosciute come le Sorelle Brumberg, sono state due registe sovietiche e tra le pioniere della storia dell'animazione sovietica. Hanno lavorato per tutta la loro carriera in sodalizio artistico realizzando circa cinquanta film d'animazione.

## Biografia
Entrambe le sorelle nel 1925 superano gli Studi Superiori Tecnico-Artistici di Stato e ottengono il diploma di artista-pittore. Successivamente viene proposto loro di lavorare come artistie e disegnatrici di cartoni animati nel laboratorio sperimentale diretto da Nikolaj Chodataev, Jurij Merkulov e Zenon Komissarenko. Dal 1927, dopo il loro primo film d'animazione, si approcciano alla regia, inizialmente collaborando con Nikolaj e Ol'ga Chodataev e successivamente con Ivan Ivanov-Vano. Nel 1937 iniziano a lavorare autonomamente come registe. Nel 1943, durante la creazione del film “Skazka o Care Saltane”, utilizzano per prime nella storia dell'animazione sovietica la tecnica dell'éclair. 
Dopo la morte di Valentina, il 28 Giugno 1975, Zinaida si ritirò dalle scene e morì il 9 febbraio del 1983. 

## Filmografia parziale

### Regia
- Daëš’chorošij lavkom (1927) con Ol'ga Chodataeva
- Samoedskij’ Mal’cik (1928) con Nikolaj e Ol'ga Chodataev
- Skazka o Care Durandae (1934) con Ivan Ivanov-Vano
- Ivaško i Baba Jaga (1938)
- Kot v sapogach (1938)
- Žurnal polisatiry N. 2 (1941)
- Skazka o Care Saltane (1943)
- Sindbad-Morechod (1944)
- La lettera perduta (Propavšaja gramota, 1945)
- La notte prima di Natale (Noc’ Pered Roždestvom, 1951)
- Polët na lum (1953)
- Quando i desideri diventano realtà (Ispolnenie zhelaniy, 1957)
- Celovecka narisoval ja (1960)
- Big Misadventure (1961)
- Bol’šie neprijatnosti (1961)
- Charabryj portnjažka (1964)
- Golden Stepmother (1966)
- Kentervil’skoe prividenie (1970)
- S boru po sosenke (1975)